# Bandeera Peak
Bandeera Peak är en vulkan i Nordmarianerna (USA). Den ligger i den norra delen av Nordmarianerna. Toppen på Bandeera Peak är 744 meter över havet. Bandeera Peak ligger på ön Alamagan Island.
Bandeera Peak är den högsta punkten i trakten. 